# موزه سنت آنه لوبک

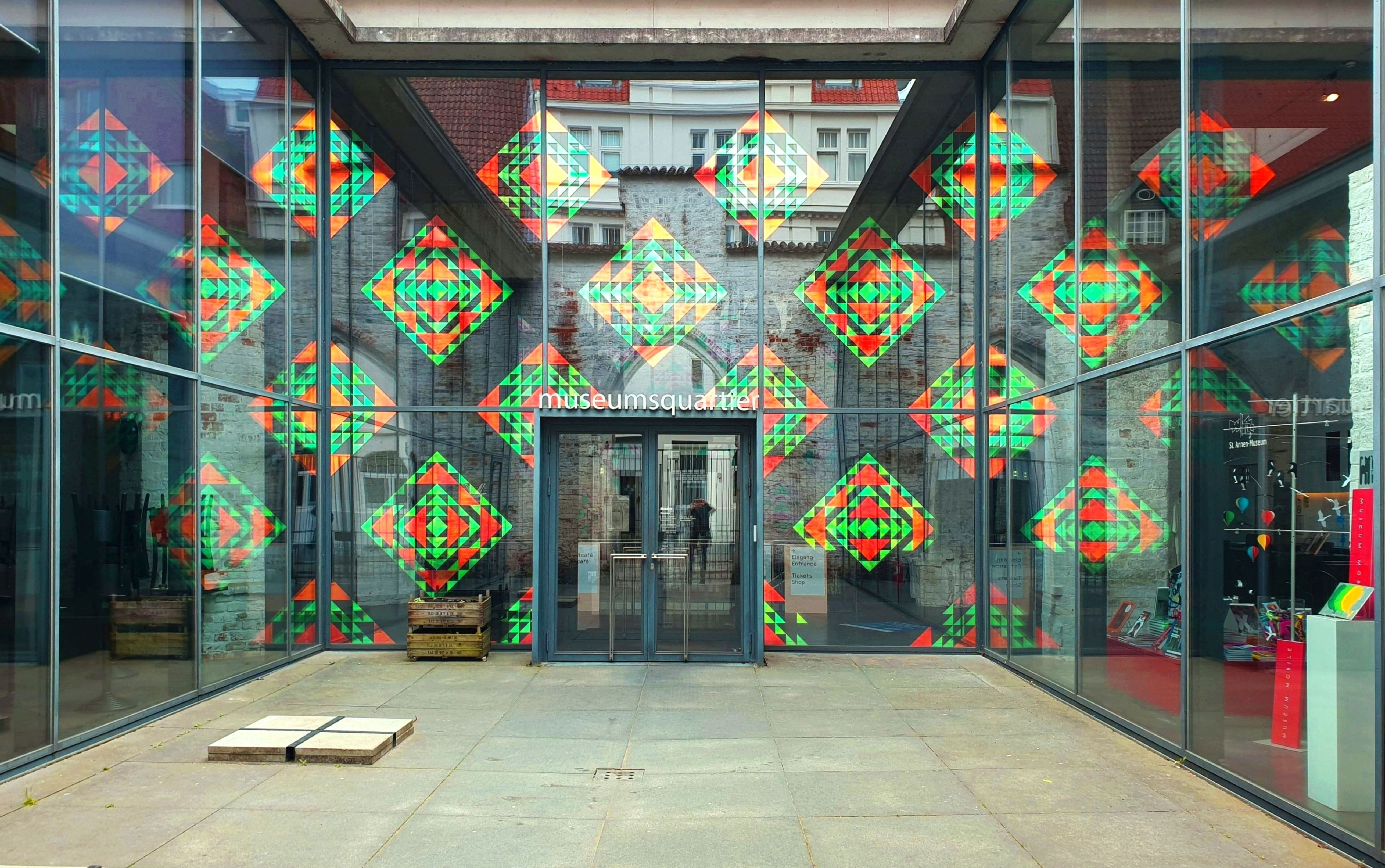
ورودی موزه

موزهٔ سنت آنهٔ لوبک که پیش‌تر یک صومعهٔ آگوستینیانی به نام صومعهٔ سنت آنه (آلمانی: Sankt-Annen-Kloster) بود، امروزه یک موزه در شهر لوبک در کشور آلمان است. این مکان از سال ۱۹۱۵ میلادی به عنوان موزهٔ سنت آنه، یکی از موزه‌های هنر و تاریخ فرهنگی لوبک فعالیت می‌کند که بزرگ‌ترین مجموعهٔ مجسمه‌های قرون وسطی و قطعه محراب‌ها در آلمان را در خود جای داده است.
این مجموعه شامل قربان‌گاه‌های مشهور هانس مملینگ (پیش‌تر در کلیسای جامع لوبک)، برنت نوتکه، هرمن روده، جیکوب فان اوترخت و بندیکت درایر است. این آثار در طبقهٔ اول ساختمان به نمایش گذاشته شده‌اند.
این موزه و سالن نمایشگاه هنری در نزدیکی کلیسای سنت جایلز و کنار کنیسه‌ای در جنوب‌شرقی شهر لوبک قرار دارد.
در طبقهٔ دوم ساختمان، مجموعه‌ای بزرگ از وسایل تزئینی و داخلی از دوره‌های مختلف به نمایش گذاشته شده است که نشان‌دهندهٔ نحوهٔ زندگی شهروندان این منطقه از دوران قرون وسطی تا قرن ۱۸۰۰ میلادی است. یک بخش مدرن نیز برای نمایشگاه‌های ویژه در نظر گرفته شده است.
این موزه بخشی از سایت میراث جهانی لوبک است.